# Agat (Guam)
Agat (czamorro: Hågat) – okręg administracyjny Guamu i jednocześnie jedna z miejscowości. Okręg ma powierzchnię 26 km², a zamieszkany jest przez 4917 osób (dane spisowe z 2010).